# Gouvieux
Gouvieux ist eine große französische Gemeinde mit 8934 Einwohnern (Stand 1. Januar 2022) im Département Oise in der Region Hauts-de-France. Sie gehört zum Arrondissement Senlis und zum Gemeindeverband Aire Cantilienne. Die Einwohner werden Godviciens genannt.

## Lage
Die Gemeinde Gouvieux liegt an der Mündung der Nonette in die Oise, zehn Kilometer südsüdwestlich von Creil. Gouvieux teilt sich mit dem benachbarten Chantilly den Bahnhof Chantilly-Gouvieux, der 1859 in Betrieb genommen wurde und Teil des TER Hauts-de-France-Netzes der SNCF ist.

## Bevölkerungsentwicklung
| Jahr                       | 1962 | 1968 | 1975 | 1982 | 1990 | 1999 | 2006 | 2014 | 2021 |
| -------------------------- | ---- | ---- | ---- | ---- | ---- | ---- | ---- | ---- | ---- |
| Einwohner                  | 4345 | 4751 | 7088 | 9174 | 9756 | 9398 | 9386 | 9192 | 8924 |
| Quellen: Cassini und INSEE |      |      |      |      |      |      |      |      |      |

## Sehenswürdigkeiten
In Gouvieux befindet sich das Château des Fontaines, ein Anwesen der Familie Rothschild, das später eine Bildungsstätte der Jesuiten war und heute als Seminarzentrum dient. Die Kapelle des Anwesens wurde von Albert Gleizes gestaltet. Das Château de Montvillargenne, ebenfalls in früherem Besitz der Rothschild, ist heute ein Vier-Sterne-Hotel.

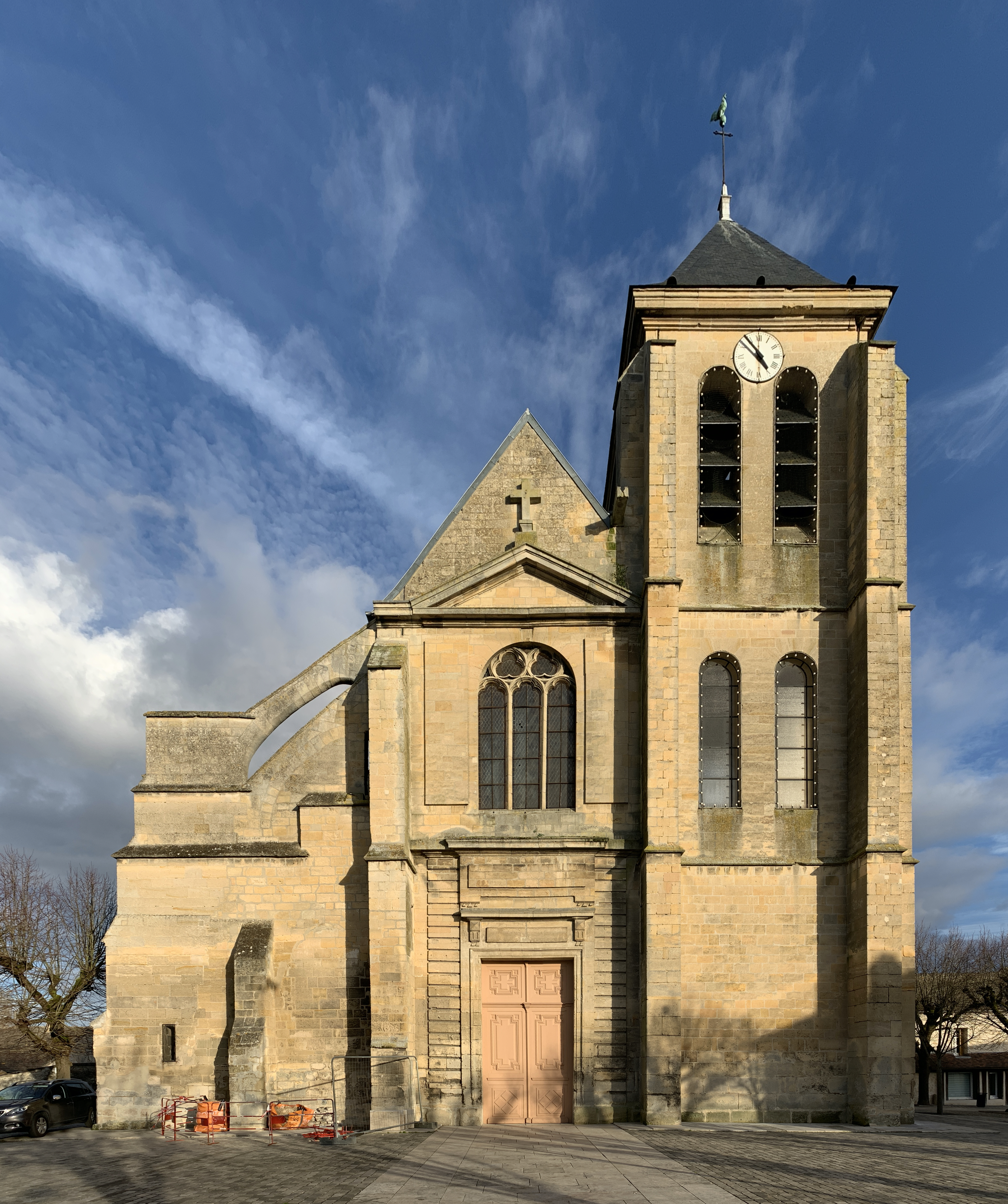
Kirche Sainte-Geneviève
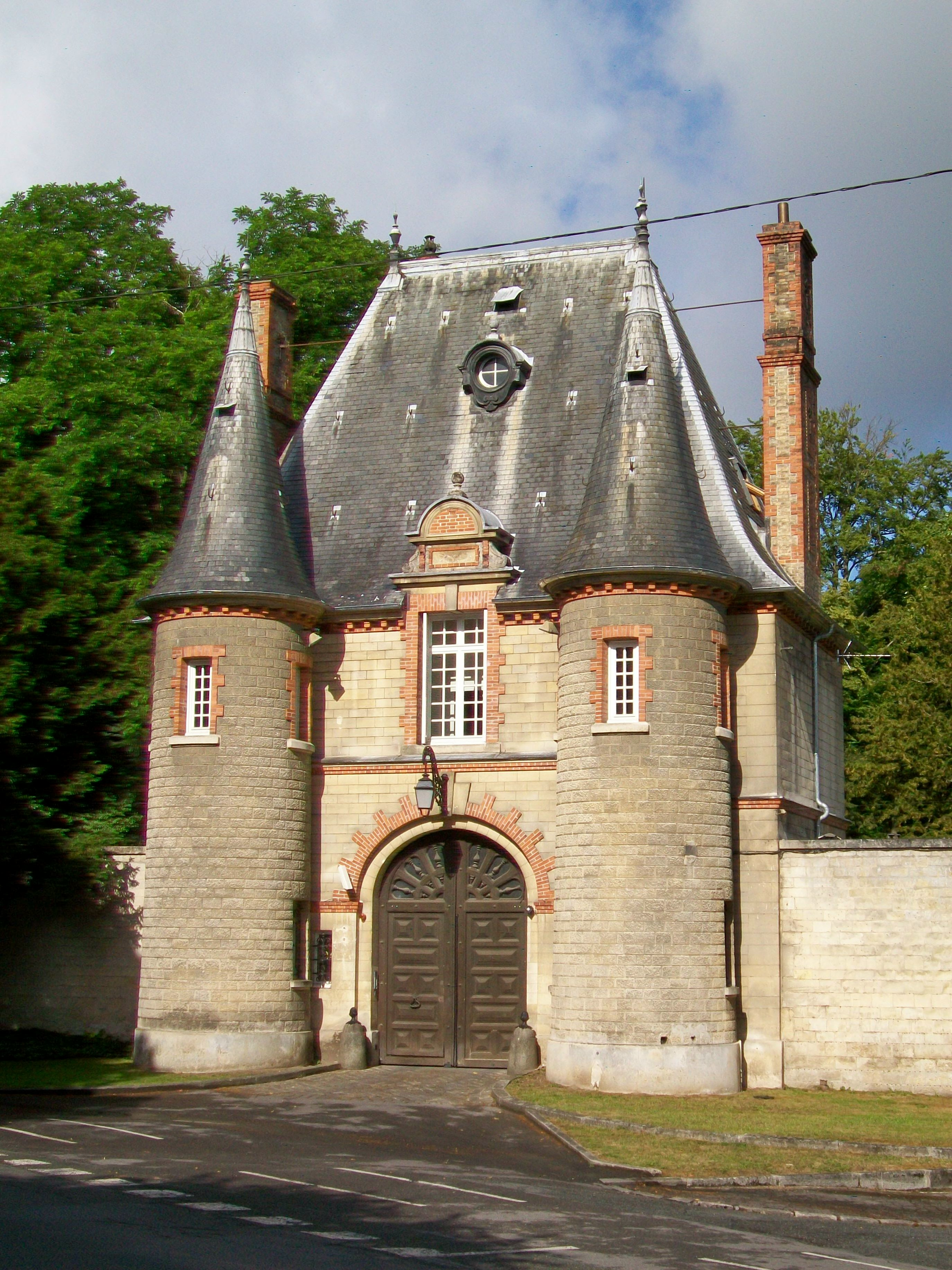
Schloss Les Fontaines
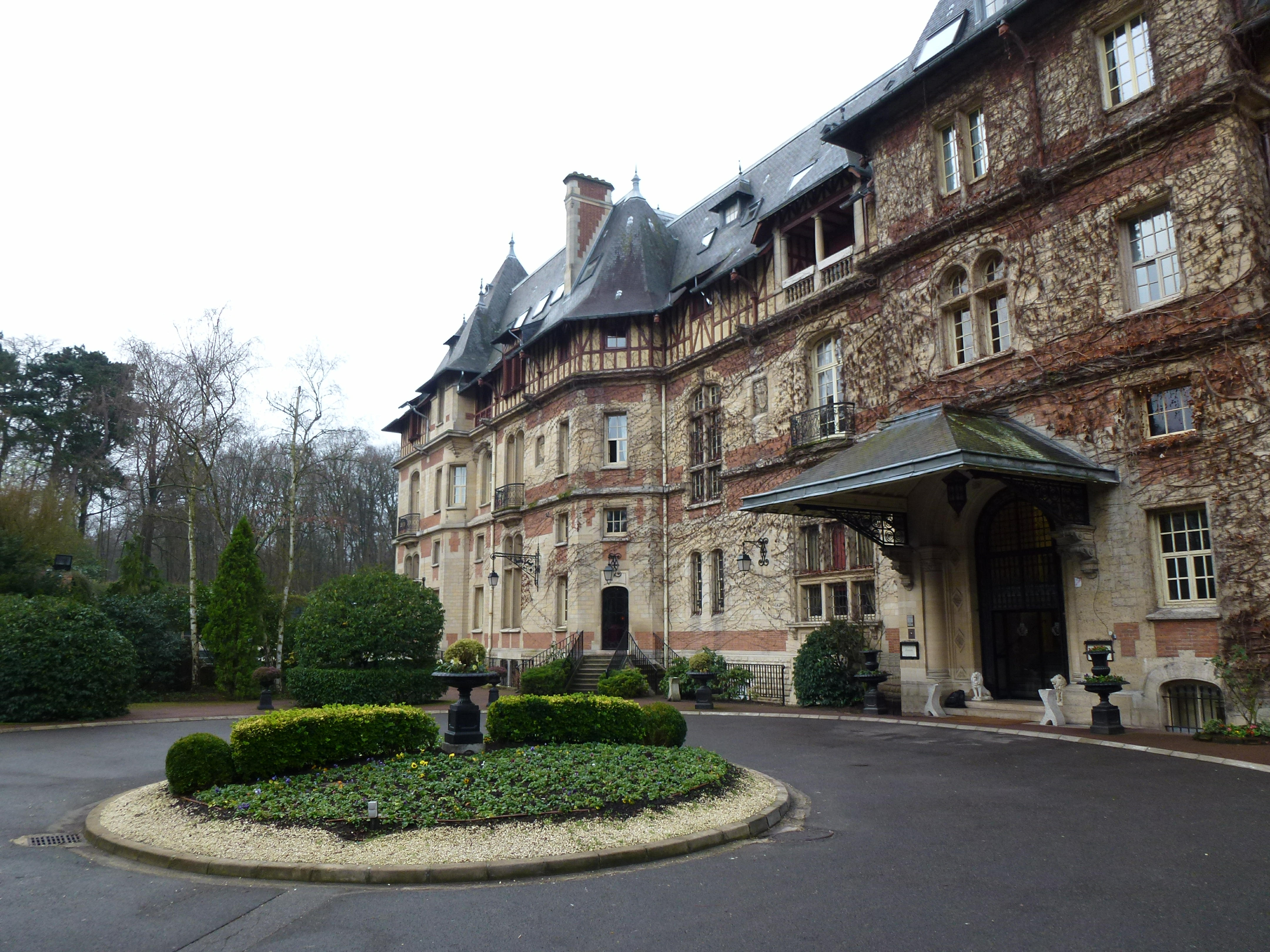
Schloss Montvillargenne
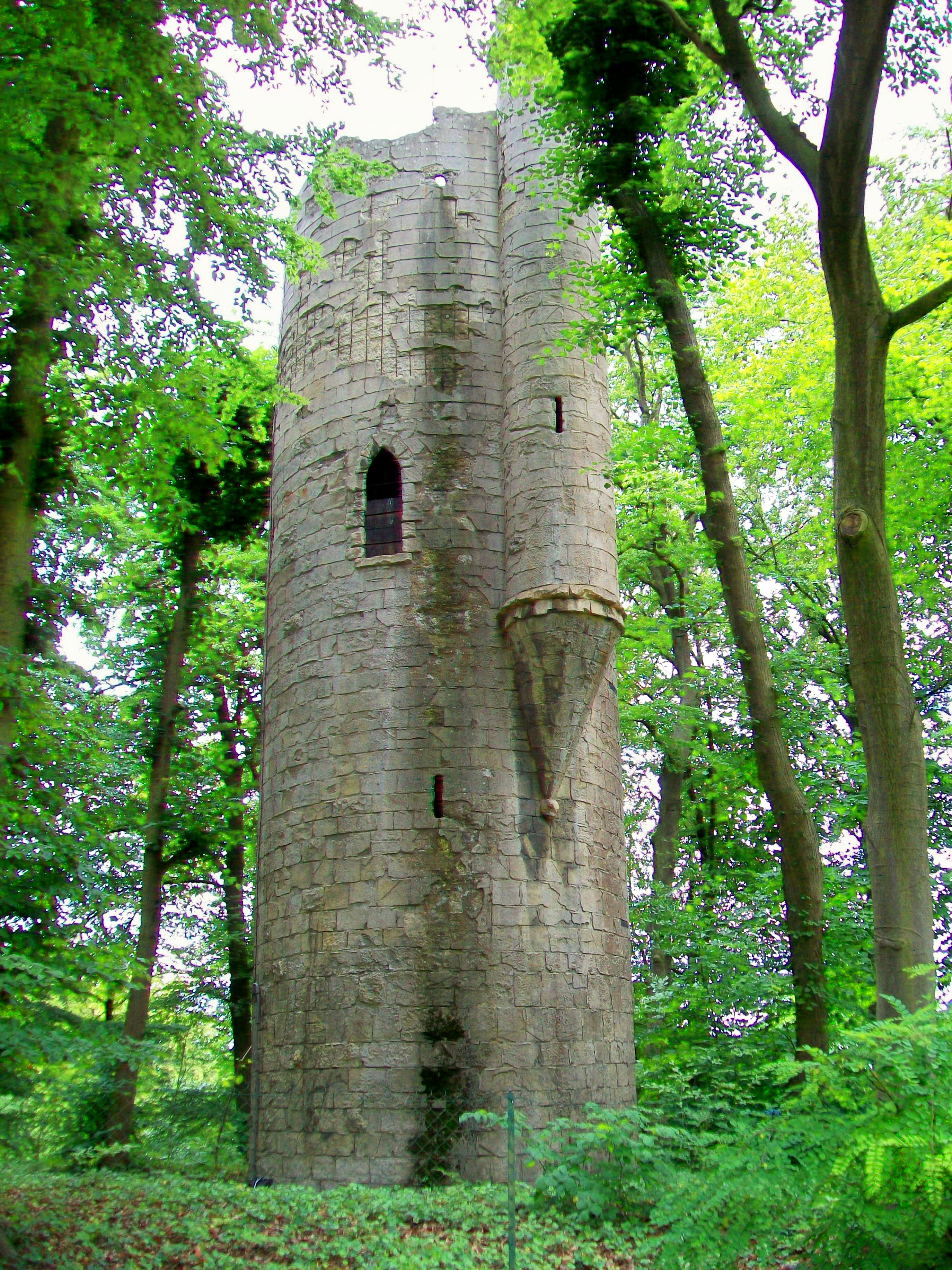
Scheinbar mittelalterlicher Turm aus Stahlbeton, heute ein Hotel
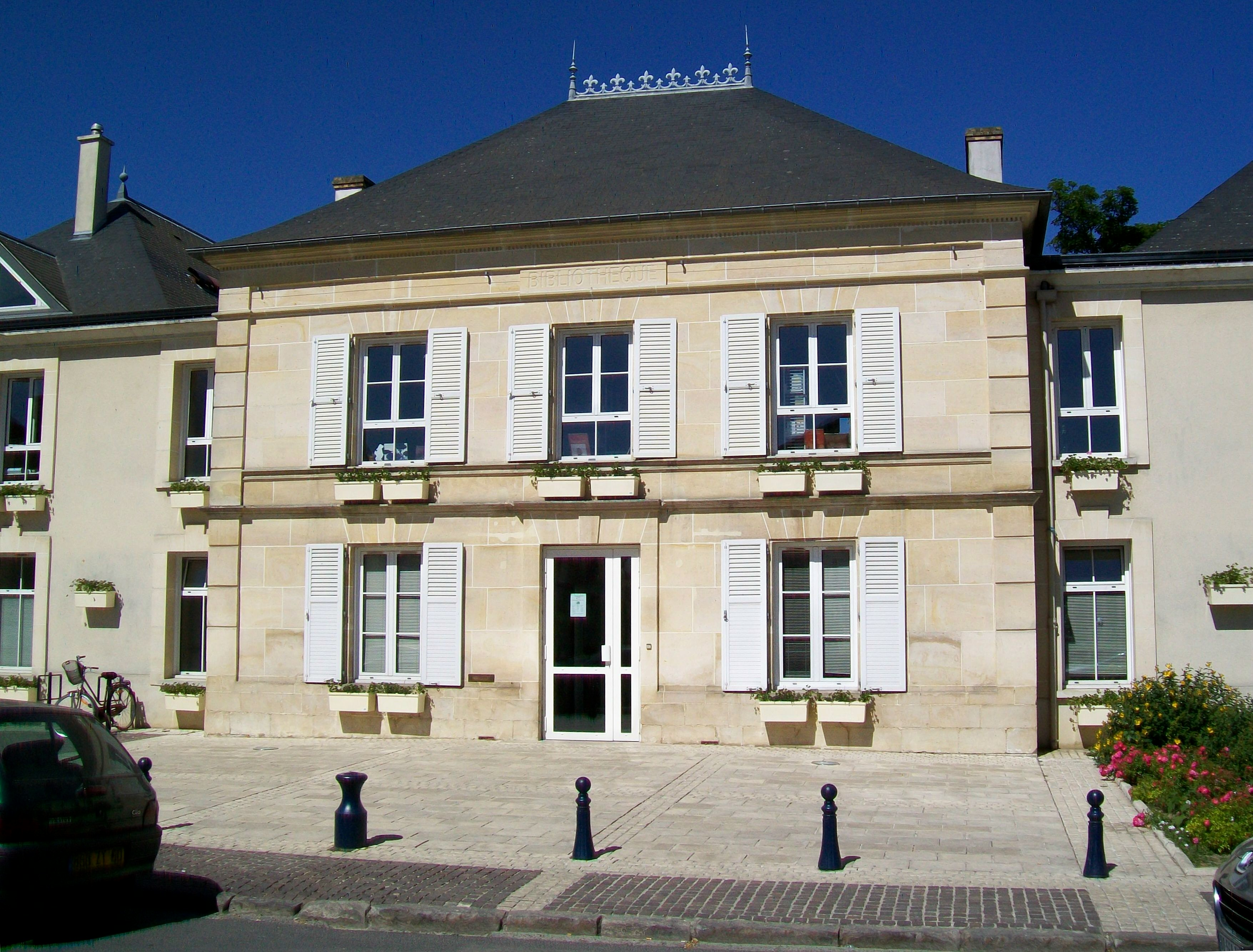
Bibliothek
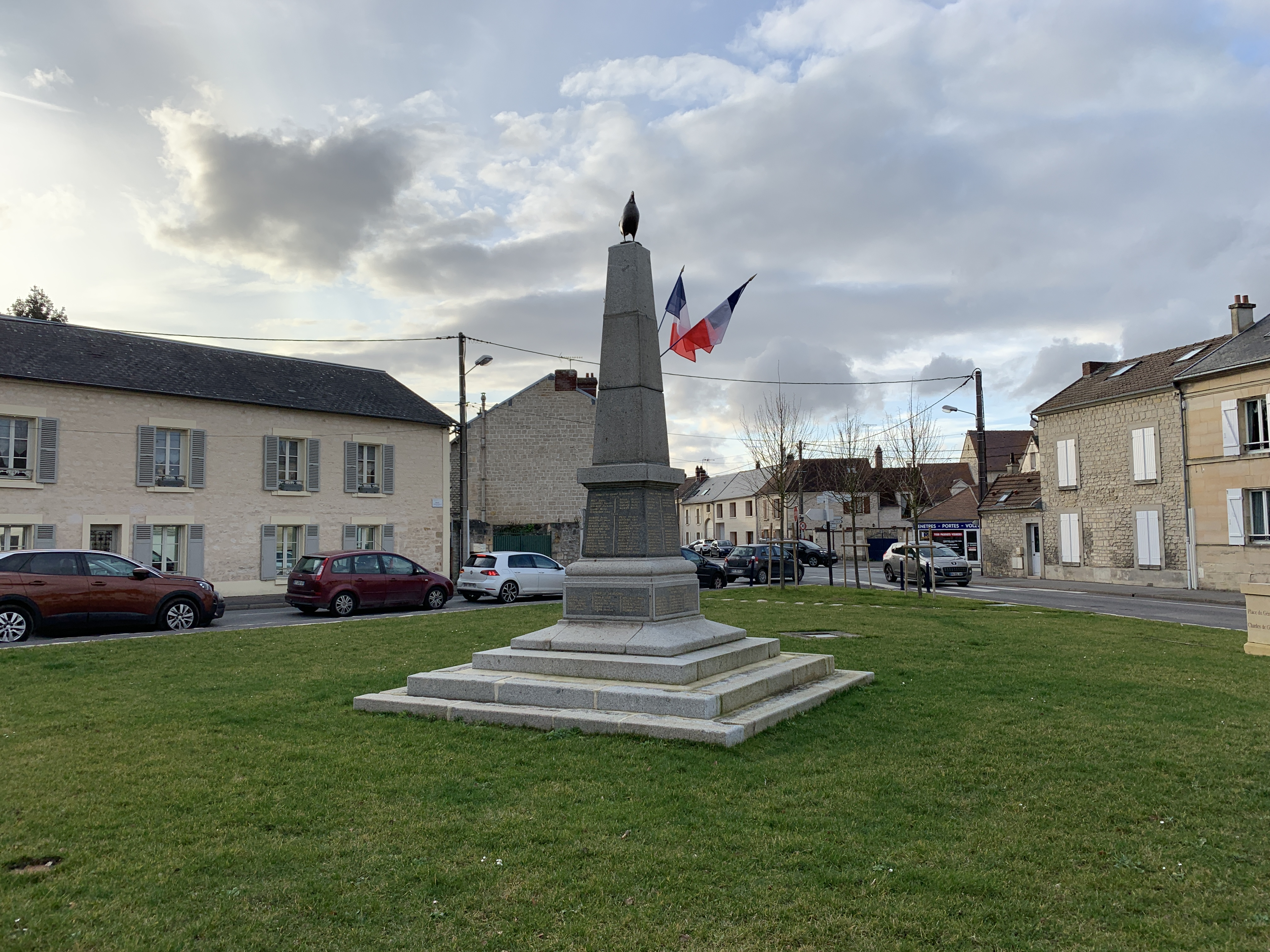
Gefallenendenkmal

## Gemeindepartnerschaften
- Nümbrecht in Deutschland
- Dorking, Surrey, England

## Persönlichkeiten
- Charles-Albert Cingria (1883–1954), Schweizer Schriftsteller
- Karim Aga Khan IV. (1936–2025), britischer Ismailit, Pferdeliebhaber, lebte im Château d’Aiglemont
- Sébastien Piocelle (* 1978), Fußballspieler des FC Nantes und SC Bastia